# Chimboy
Chimboy (karak. Shımbay; ros. Чимбай, Czimbaj) – miasto w Uzbekistanie, w Republice Karakałpackiej, na północ od miasta Nukus. Od 1926 miasto – 29 tys. mieszkańców według danych z roku 1992. Chimboy jest ośrodkiem sztucznie nawadnianego regionu rolniczego (uprawa bawełny, owoców, winorośli, warzyw, hodowla jedwabników). Rozwija się tu także przemysł rolno-spożywczy, materiałów budowlanych (asfaltobetony), jest tu oczyszczalnia bawełny.